# Pareclipsis serratula
Pareclipsis serratula là một loài bướm đêm trong họ Geometridae.